# Palette (Technik)

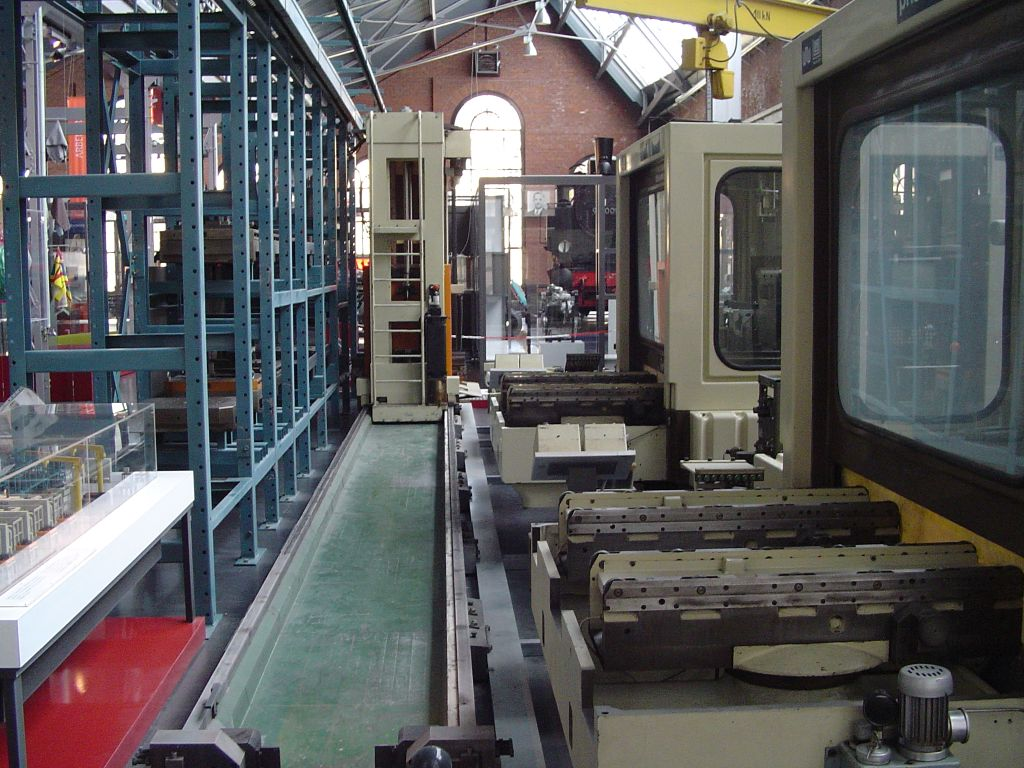
Flexibles Fertigungssystem mit Regalspeicher für Paletten (links)

Als Palette werden in Werkzeugmaschinen wechselbare Werkstückträger bezeichnet.

## Zweck
In Werkzeugmaschinen mit Palettenwechsler ersetzen sie die feste Aufspannfläche des Maschinentisches. Das Werkstück oder die Vorrichtung werden dann direkt auf die Palette gespannt. Somit ist ein Rüsten außerhalb der Maschine noch während der laufenden Bearbeitung (hauptzeitparallel) möglich. Die Rüstzeit und somit die Nebenzeiten der Maschine können damit erheblich reduziert und die Produktivität erhöht werden.

## Beschaffenheit
Mit der Ausführung des Maschinentisches als Palette wird auch der zunehmenden Forderung nach einer Austauschbarkeit von Werkzeugträgern entgegengekommen. Durch die Verwendung genormter Paletten mit einheitlicher Schnittstelle ist ein Austausch der Paletten zwischen mehreren Maschinen möglich. Da das Werkstück beim Wechsel der Maschine nicht umgespannt werden muss, wird die Fertigungsgenauigkeit erhöht (Wegfall der Übertragungstoleranzen). Paletten finden insbesondere bei Fräsmaschinen, Bohrwerken, Bearbeitungszentren (BAZ), Flexiblen Fertigungszellen (FFZ) und Flexiblen Fertigungssystemen (FFS) Anwendung. Paletten werden meist in Rechteck-, Quadrat- oder Kreisform ausgeführt und analog zu Maschinentischen mit T-Nuten, Trapeznuten oder Gewindebohrungen zum Spannen des Werkstückes oder der Vorrichtung versehen.
Werden mehr als zwei Paletten an einer Maschine verwendet, muss die Maschine mit einem Palettenspeicher ausgerüstet sein. Die üblichsten Formen sind Rundspeicher, Linearspeicher und Regalsysteme.